# Espúria (gens)
A gens Espúria (em latim: Spuria, pl. Spurii) era uma família plebeia da Roma antiga. Poucos membros dessa gens aparecem em escritores antigos, mas muitos são conhecidos por meio de inscrições. Embora alguns membros fossem da classe equestre, e vários Spurii ocupassem cargos públicos em municípios, a pessoa mais ilustre com este nome pode ter sido Lucius Spurius Maximus, um tribuno dos Vigias de Roma durante o governo de Septímio Severo. 

## Origem
O nomen Spurius é um sobrenome derivado do praenomen Spurius, sem alteração na morfologia. O sobrenome era bastante comum no início da República e favorecido em muitas famílias proeminentes, mas tornou-se raro nos tempos imperiais. O significado não é claro, mas provavelmente deixou de ser popular devido à sua associação com o adjetivo spurius, que significa "ilegítimo".  Existe uma teoria que o nomen é de origem etrusca, na qual o nome poderia ter significado algo semelhante a "morador da cidade" e ser sinônimo do latim praenomen Publius.  Embora o praenomen tenha eventualmente desaparecido, permaneceu comum como um gentilício ao longo dos séculos do império.

## Praenomina
Os praenomina mais comuns dos Espúrios eram Lúcio e Caio, os dois nomes mais comuns ao longo da história romana. Em menor grau, eles usaram uma variedade de outros praenomina como Marco, Quinto, Aulo e Sexto. Entre os praenomina mais incomuns que eles usaram estava o nome osco Ovius, conhecido pela filiação de um dos Spurii em Puteoli, na Campânia.

## Membros
- Espúria A. l., uma liberta citada em uma inscrição de Roma.[1]
- Espúria L. l., liberta sepultada em sepulcro de família em Roma, datado da primeira metade do século I, e dedicado por seu filho, Lúcio Espúrio Communis, à sua mãe, seu irmão, Lúcio Espúrio Picentinus, patrono, Lúcio Espúrio Hércules e Visena Olímpia.[2]
- Aulo Espúrio C. f., dedicou uma tumba do século II em Roma para seu irmão, Caio Espúrio Maximus, soldado da Guarda Pretoriana.[3]
- Caio Espúrio, fez uma oferenda a Mercúrio em Boutae, Gália.[4]
- Caio Espúrio, sepultado em tumba do século II em Cesaréia, na Mauritânia Cesariense.[5]
- Cneu Espúrio Ov. f., marido de Singullia e pai de Marco Espúrio e Cneu Espúrio Frugi, nomeado em uma inscrição de Puteoli na Campânia, datada do último quarto do século II a.C.[6]
- Lúcio Espúrio, um soldado nomeado em uma inscrição de Roma, datado de 134 d.C.[7]
- Lúcio Espúrio, antigo mestre de Espúria Pieris, Lúcio Espúrio Teófanes e Lúcio Espúrio Fortunatus.[8]
- Marco Espúrio Cn. f. Ov. n., filho de Cneu Espúrio e Singullia, nomeado em uma inscrição do final do século II a.C. de Puteoli.[9]
- Numério Espúrio D. f., nomeado em uma inscrição de Cápua na Campânia, datada de 105 a.C.[10]
- Sexto Espúrio, fez uma doação em dinheiro para um santuário em Herculano, na Campânia, durante a segunda metade do primeiro século a.C.[11]
- Espúria L. l. Acte, liberta sepultada em Óstia no Lácio, em sepulcro de família construído por seu cliente, Lúcio Espúrio Félix.[12]
- Aulo Espúrio Antíoco, sepultado em Nola, na Campânia, entre 20 AC e 70 d.C.[13]
- Lúcio Espúrio L. l. Auctus, liberto sepultado em Aletrium no Lácio, junto com Lúcio Espúrio Tertius, Tuccia Salvia e Espúria Calliste.[14]
- Espúria Q.f. Augustina, sepultada em Verona, em Venetia e Histria, junto com seu irmão, Quinto Espúrio Secundus, em um sepulcro familiar do século II construído por seu pai, Quinto Espúrio Senecio.[15]
- Espúria L. l. Calíste, uma liberta sepultada em Aletrium, junto com Lúcio Espúrio Tertius, Lúcio Espúrio Auctus e Tuccia Salvia.[16]
- Espúrio Campanus, dedicou um monumento em Velia, na Lucânia, ao seu filho adotivo, Lucrécio, de nove anos.[17]
- Caio Espúrio Canino, dedicou um túmulo do século II ou III em Comum, na Gália Transalpina, para sua esposa, Ísias.[18]
- Lúcio Espúrio Celer, fez uma oferenda a Silvano em Aquileia, em Vêneto e Hístria, durante o século III, em memória de Caio Avilius Florus, um veterano da quinta coorte da Guarda Pretoriana.[19]
- Caio Espúrio Cerinto, nomeado junto com Cocceia Anth[...] em uma inscrição de Arretium na Etrúria, datada da segunda metade do primeiro século d.C. [20]
- Espúrio Cleópatro, fez uma oferenda no local da moderna Obedinenie, anteriormente parte da Moesia Inferior, durante o século II ou III.[21]
- Lúcio Espúrio L. l. Communis, liberto que construiu um sepulcro familiar em Roma, datado da primeira metade do século I, para sua mãe, Espúria, irmão, Lúcio Espúrio Picentino, patrono, Lúcio Espúrio Heraclea, e Visena Olímpia.[22]
- Sexto Espúrio Decumino, sepultado em Nemausus na Gallia Narbonensis, junto com seus pais, Espúrio Statuto e Decumia Remulla.[23]
- Espúrio Erugios, fez uma oferenda a Temavus em Aquileia.[24]
- Espúria Euplia, dedicou um túmulo em Nemausus para seu marido, Caio Júlio Alvo.[25]
- Espúrio Fabato, sepultado num sepulcro do século II em Comum, juntamente com Espúrio Quinto e Aeno, filho de Aupledo.[26]
- Espúria Felicula, dedicou um túmulo em Nemausus para seu marido, Cneu Satrio Chresimo.[27]
- Lúcio Espúrio Félix, construiu um sepulcro familiar em Ostia para si, seu patrono, Espúria Acte, sua esposa, Espúria Pieris, filhas, Espúria Primilla e Espúria Secundilla, junto com outro Lúcio Espúrio Félix, seu filho ou liberto, Espúria Sabbatis, e Satria Sabina.[28]
- Lúcio Espúrio L. Ɔ. eu. Félix, liberto sepultado em sepulcro de família em Ostia, construído por outro Lúcio Espúrio Félix, seu pai ou ex-senhor.[29]
- Espúria Firmina, enterrada em Brixellum, na Gália Cisalpina, com oito anos, cinco meses e quinze dias, em um túmulo do século II dedicado por Quinto Cassius Elpidephorus, um dos Seviri Augustales, e talvez pai de Espúria, e seu irmão, Mettelo Restutus.[30]
- Caio Espúrio Firmo, um menino enterrado em Roma, com quatro anos e dois meses de idade, em um túmulo dedicado por seus pais.[31]
- Caio Espúrio Fortunalis, dedicou um túmulo em Emerita na Lusitânia para seu filho, Caio Espúrio Peregrinus.[32]
- Lúcio Espúrio L. l. Fortunatus, um liberto, e um dos Seviri Augustales em Óstia, junto com Décimo Calpurnio Primigenio e Lúcio Espúrio Theophanes, junto com quem dedicou um túmulo do primeiro século para Espúria Pieris.[33]
- Cneu Espúrio Cn. f. Av. n. Frugi, filho de Cneu Espúrio e Singullia, nomeado em uma inscrição de Puteoli do final do século II a.C.[34]
- Tito Espúrio Gratinus, sepultado em Ucetia in Gallia Narbonensis, em túmulo dedicado por seu cliente, Tito Espúrio Vitalis.[35]
- Lúcio Espúrio L. l. Hércules, um liberto enterrado em um sepulcro familiar em Roma, datado da primeira metade do primeiro século, e dedicado por seu cliente, Lúcio Espúrio Communis, para sua mãe, Espúria, irmão, Lúcio Espúrio Picentinus, seu patrono, e Visena Olympia.[36]
- Espúria Jucunda, enterrada em Mediolanum, em um túmulo dedicado por seu marido, Caio Tertullienius Maximus, datado entre 50 e 200 d.C.[37]
- Espúria Sex. l. Lesbia, uma liberta mencionada em uma inscrição de Roma, datada do final do primeiro século a.C., ou início do primeiro século d.C.[38]
- Espúrio Macer, nomeado em uma inscrição de Pompéia na Campânia.[39]
- Espúria Materna, enterrada em Comum entre o primeiro e o terceiro século, com um monumento dedicado por seu genro, Aelius Alexander, e os filhos Maternus, Secundiena e Fortunato.[40]
- Marco Espúrio Mesor, nomeado em uma inscrição de Pompéia.[41]
- Caio Espúrio C. f. Maximus, um nativo de Florentia na Etrúria, foi um soldado na segunda coorte da Guarda Pretoriana, servindo no século de Ebulius Justus. Ele foi enterrado em um túmulo do segundo século em Roma, com trinta e seis anos de idade, tendo servido por dezesseis anos, com um monumento de seu irmão, Aulo Espúrio.[42]
- Lúcio Espúrio Maximus, tribuno da quarta coorte dos vigiles em Roma, de acordo com uma inscrição datada entre 198 e 205 d.C., durante o reinado de Septímio Severo.[43][44][45]
- Caio Espúrio Niger, construiu um túmulo em Mediolanum na Gália Cisalpina, datado do início ou meados do primeiro século, para si e Licinia Acumis.[46]
- Caio Espúrio C. f. Peregrinus, enterrado em Emerita, com trinta e quatro anos, sete meses e um dia, em um túmulo dedicado por seu pai, Caio Espúrio Fortunalis.[47]
- Lúcio Espúrio L. l. Picentinus, um liberto enterrado em um sepulcro de família em Roma, datado da primeira metade do primeiro século, e dedicado por seu irmão, Lúcio Espúrio Communis, para seu irmão, sua mãe, Espúria, patrono, Lúcio Espúrio Heracles e Visena Olympia.[48]
- Espúria L. l. Pieris, uma liberta enterrada em Ostia, em tumba dedicada pelos Seviri Augustales Decimus Calpurnius Primigenius, Lúcio Espúrio Theophanes e Lúcio Espúrio Fortunatus.[49]
- Espúria L. l. Pieris, uma liberta sepultada em Ostia, em um sepulcro familiar construído por seu marido, Lúcio Espúrio Felix, junto com seu patrono, Espúria Acte, as filhas, Espúria Primilla e Espúria Secundilla, outro Lúcio Espúrio Felix, filho ou liberto, e Espúria Sabbatis.[50]
- Sexto Espúrio Piperolus, um aerarius, ou latoeiro, que dedicou uma tumba em Nemausus para si e sua esposa, Secunda.[51]
- Espúria L. l. Primilla, uma liberta enterrada em um sepulcro de família construído por seu pai, Lúcio Espúrio Felix, em Ostia, junto com sua mãe, Espúria Pieris, irmã, Espúria Secundilla, e outros.[52]
- Quinto Espúrio Primulus, dedicou um túmulo em Nemausus para sua esposa, cujo nome não foi preservado.[53]
- Espúrio Quinto, sepultado num túmulo do século II em Comum, juntamente com Espúrio Fabatus e Aeno, filho de Aupledo.[54]
- Lúcio Espúrio Restitutus, fez uma oferenda a Hércules em Síscia, na Panônia Superior, datada do século II, ou início do III.[55]
- Marco Espúrio M. f. Rufo, um dos duúnviros municipais de Herculano, entre 40 e 20 a.C.[56]
- Espúria L. Ɔ. eu. Sabbatis, liberta sepultada em sepulcro de família em Ostia, construído por Lúcio Espúrio Félix.[57]
- Espúrio Salu, fez uma oferenda a Mercúrio em Mediolanum durante o século III.[58]
- Caio Espúrio Saturnino, sepultado em Mediolanum entre 50 e 200 DC.[59]
- Espúria Secunda, sepultada em Ticinum, na Gália Cisalpina, junto com seu marido, Lúcio Salvius, e seu filho, Lúcio Salvius Secundus, em uma tumba do século I dedicada por seu filho, Lúcio Salvius Niger.[60]
- Espúria L. l. Secundilla, liberta enterrada no sepulcro de família em Ostia, construído por seu pai, Lúcio Espúrio Félix.[61]
- Marco Espúrio Secundo, sepultado em Roma, com monumento de sua esposa, Caelia Festa.[62]
- Marco Espúrio Secundus, dedicou um monumento no local atual de Bouzid Ben Aleya, antigamente parte da África Proconsular, à sua esposa, Livia Laetina, de quarenta e dois anos.[63]
- Quinto Espúrio Q. f. Secundus, enterrado em Verona, junto com sua irmã, Espúria Augustina, em um sepulcro familiar do século II construído por seu pai, Quinto Espúrio Senecio.[64]
- Quinto Espúrio Senecio, construiu um sepulcro familiar do século II em Verona para si e seus filhos, Quinto Espúrio Secundus e Espúria Augustina.[65]
- Lúcio Espúrio Severiano, um soldado da quinta coorte dos vigiles em Roma, servindo no século de Caesernius Senecio, em 210 d.C.[66]
- Espúrio Severo, construiu um sepulcro em Arausio na Gália Narbonense.[67]
- Caio Espúrio Silvanus, centurião da Legio X Gemina, junto com Valéria Digna, fez uma oferenda a Júpiter Óptimo Máximo Dolichenus em Carnuntum, na Panônia Superior, entre 180 e 191 d.C.[68]
- Espúrio Statuto, sepultado em Nemausus, junto com sua esposa, Decumia Remulla, e seu filho, Sexto Espúrio Decuminus.[69]
- Espúrio Suruco, fez uma oferenda a Júpiter Óptimus Máximo e Juno Regina em Aquincum, na Panônia Inferior, durante a segunda metade do século II.[70]
- Lúcio Espúrio L. l. Tércio, liberto sepultado em Aletrium, junto com Lúcio Espúrio Auctus, Tuccia Salvia e Espúria Calliste.[71]
- Lúcio Espúrio L. l. Teófanes, um liberto, e um dos Seviri Augustales em Ostia, juntamente com Decimus Calpurnius Primigenius e Lúcio Espúrio Fortunatus, juntamente com quem dedicou um túmulo do século I para Espúria Pieris.[72]
- Caio Espúrio Valente, um dos Seviri Augustales em Mediolanum, enterrado em um sepulcro familiar do primeiro século, construído por Tito Pompônio Valentino, provavelmente um parente próximo.[73]
- Lúcio Espúrio Valente, nomeado em uma inscrição do final do segundo século de Aquileia.[74]
- Espúrio Valentino, nomeado em uma inscrição do século III.[75]
- Tito Espúrio Vitalis, dedicou um túmulo em Ucetia para seu patrono, Tito Espúrio Gratino.[76]